# 110th Street (metropolitana di New York)
110th Street è una fermata della metropolitana di New York situata sulla linea IRT Lexington Avenue. Nel 2019 è stata utilizzata da 3 316 061 passeggeri. È servita dalla linea 6 sempre e dalla linea 4 solo di notte. Durante l'ora di punta del mattino in direzione Manhattan e l'ora di punta del pomeriggio in direzione Bronx fermano anche le corse espresse della linea 6.

## Storia
La stazione fu aperta il 17 luglio 1918. Venne ristrutturata tra il 2002 e il 2004.

## Strutture e impianti
La stazione è sotterranea, ha due banchine laterali e quattro binari, i due esterni per i treni locali e i due interni per quelli espressi. È posta al di sotto di Lexington Avenue e non ha un mezzanino, ognuna delle due banchine ospita infatti un gruppo di tornelli con due scale che portano all'incrocio con 110th Street.

## Interscambi
La stazione è servita da alcune autolinee gestite da NYCT Bus.
- Fermata autobus